# Edward Ffrench Bromhead
Pour les articles homonymes, voir Bromhead.
Edward Ffrench Bromhead est un naturaliste et un mathématicien irlandais, né le 26 mars 1789 à Dublin et mort le 14 mars 1855 à Thurlby Hall, Thurlby.

## Biographie
Il est membre de la Royal Society (élu le 13 mars 1817) après que son article intitulé "On the fluents of irrational functions" (sur les fonctions irrationnelles) paraisse dans les Philosophical Transactions. Il fait partie de l’Analytical Society de Cambridge aux côtés de Charles Babbage (1791-1871), de George Peacock (1791-1858) et de Sir John Herschel (1792-1871). Cette société a comme but premier de faire adopter en Grande-Bretagne le système de notation de Leibniz (1646-1716) à la place de celui de Sir Isaac Newton (1643-1727). Il soutient et encourage les mathématiciens George Green (1793-1841) et George Boole (1815-1864). Il est également membre de la Royal Society of Edinburgh.
Bromhead s’intéresse également à la botanique et est le créateur des ordres Asparagales, Arecales, Brassicales, Fabales, Lamiales et Magnoliales. Vers la fin de sa vie, il devient progressivement aveugle.